# Seondeok (królowa)

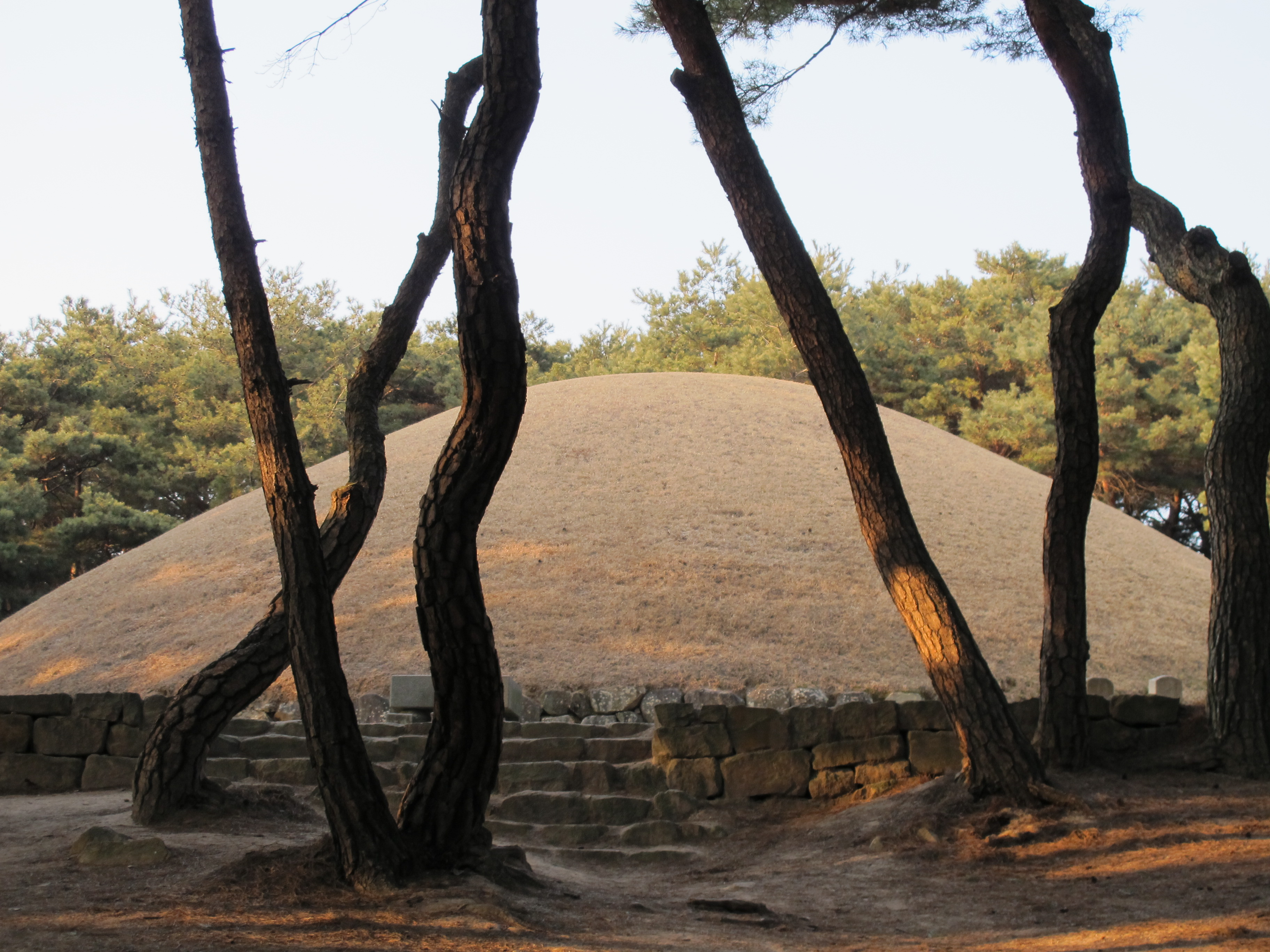
Grobowiec królowej Seondeok w Gyeongju

Seondeok lub Sŏndŏk (zm. w 647) – królowa państwa Silla, jednego z Trzech Królestw Korei, panująca w latach 632–647; pierwsza kobieta–władczyni w historii Półwyspu Koreańskiego.
Objęła władzę w 632 jako najstarsza córka króla Jinpyeonga (Chinp'yŏnga), który w momencie śmierci nie miał męskich potomków. W Samguk sagi (Kronice trzech królestw) stosowany jest w odniesieniu do niej tytuł wang (król).
Panowanie Seondeok było okresem rozkwitu kulturowego i naukowego, w kraju kontynuowano politykę promowania buddyzmu, nastąpiła centralizacja władzy. Według Samguk sagi jednym z pierwszych dokonań władczyni było wprowadzenie programu opieki nad potrzebującymi na terenie całego kraju. Z inicjatywy Seondeok w kraju wybudowanych zostało wiele szkół i świątyń. W stolicy kraju, Gyeongju, wzniesiono obserwatorium astronomiczne Cheomseongdae (Ch'ŏmsŏngdae), świątynię Bunhwangsa (Punhwangsa), a na terenie kompleksu świątynnego Hwangnyongsa – dziewięciopiętrową pagodę.
W polityce zagranicznej Seongdeok zmagała się z ościennymi królestwami koreańskimi – Goguryeo i Baekje. W 643 roku udało się jej zawrzeć sojusz z chińskim cesarstwem Tang, uzyskując pomoc wojskową w walkach z rywalami. Skutecznie przeciwstawiła się wysuniętym jednocześnie przez cesarza Tang Taizonga żądaniom zrzeczenia się władzy na rzecz chińskiego księcia. Jej działania dały podwaliny pod zjednoczenie Trzech Królestw, co nastąpiło ponad dwadzieścia lat po jej śmierci, w 668 roku.
Zmarła w 647 roku najprawdopodobniej w wyniku choroby, podczas trwającej rebelii arystokratów sprzeciwiających się powierzaniu władzy w ręce kobiety. Powstanie zostało stłumione, a miejsce na tronie zajęła królowa Jindeok (Chindŏk).
Królowa pochowana została w grobowcu na zboczu świętego wzgórza Nangsan w Gyeongju.